# Gordon Adam
Gordon Adam, né le 28 mars 1934 à Carlisle (Cumbrie), est un homme politique britannique membre du Parti travailliste. Il est député au Parlement européen de 1979 à 2004. Il y préside la délégation à la commission parlementaire mixte entre l'Union et la Lituanie de 2002 à 2004 et vice-présida la délégation pour les relations avec le comité de parlementaires de l'AELE de 1983 à 1984 et la Commission de l'énergie, de la Recherche et de la Technologie de 1984 à 1999.
En 1999, il doit sa réélection grâce à la défection d'Alan Donnelly.

## Formation et carrière
Adam est allé à la Carlisle Grammar School et à l'université de Leeds, où il a obtenu une licence en sciences et un doctorat en philosophie. Après être devenu membre de l'Institution of Mechanical Engineers en 1953, il a rejoint le National Coal Board en tant qu'ingénieur des mines en 1959. Adam est ensuite devenu ingénieur agréé, membre de l'Institute of Materials, Minerals and Mining.